# Europese kampioenschappen kunstschaatsen 2017

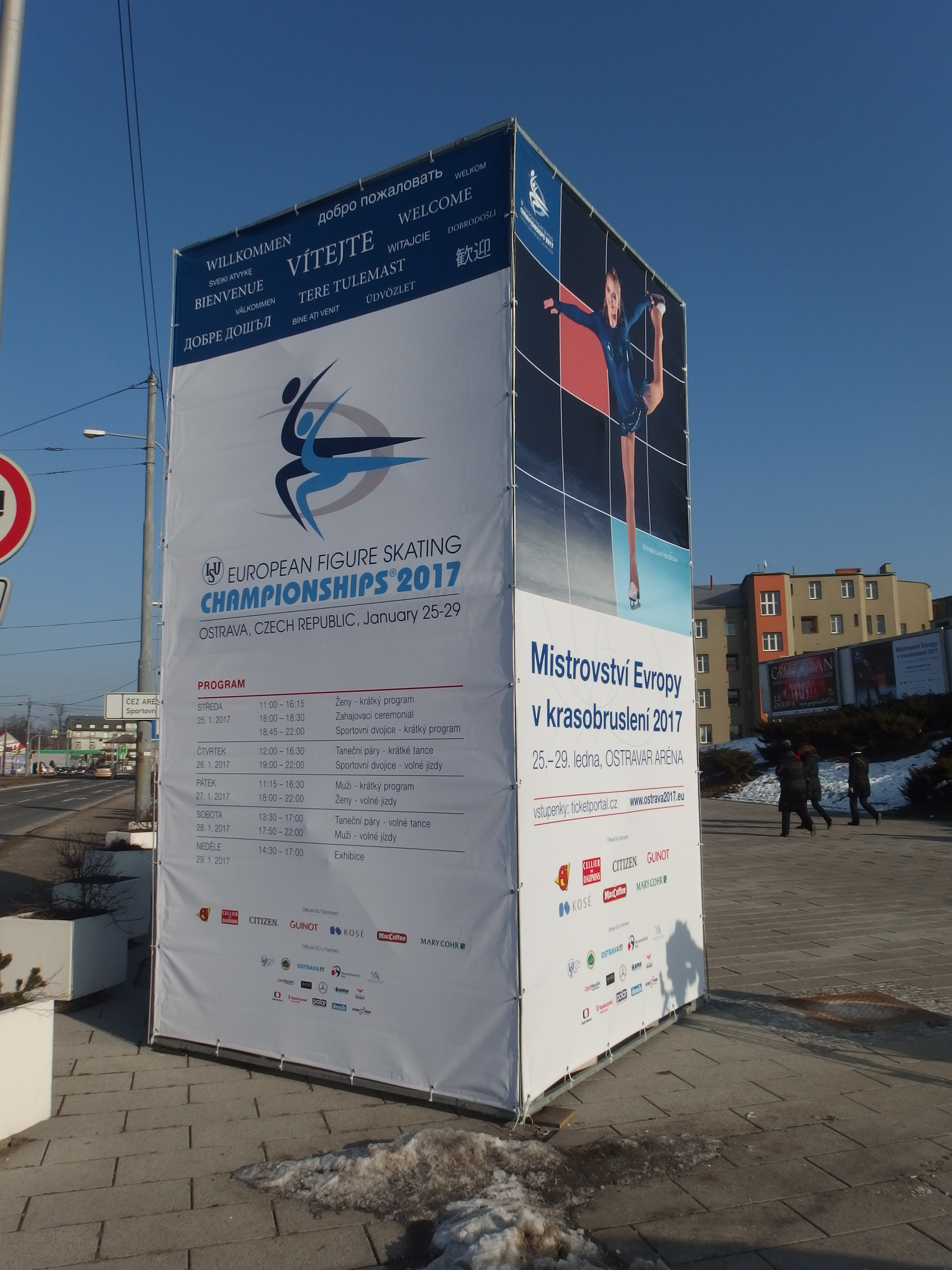
Het programma van de EK 2017

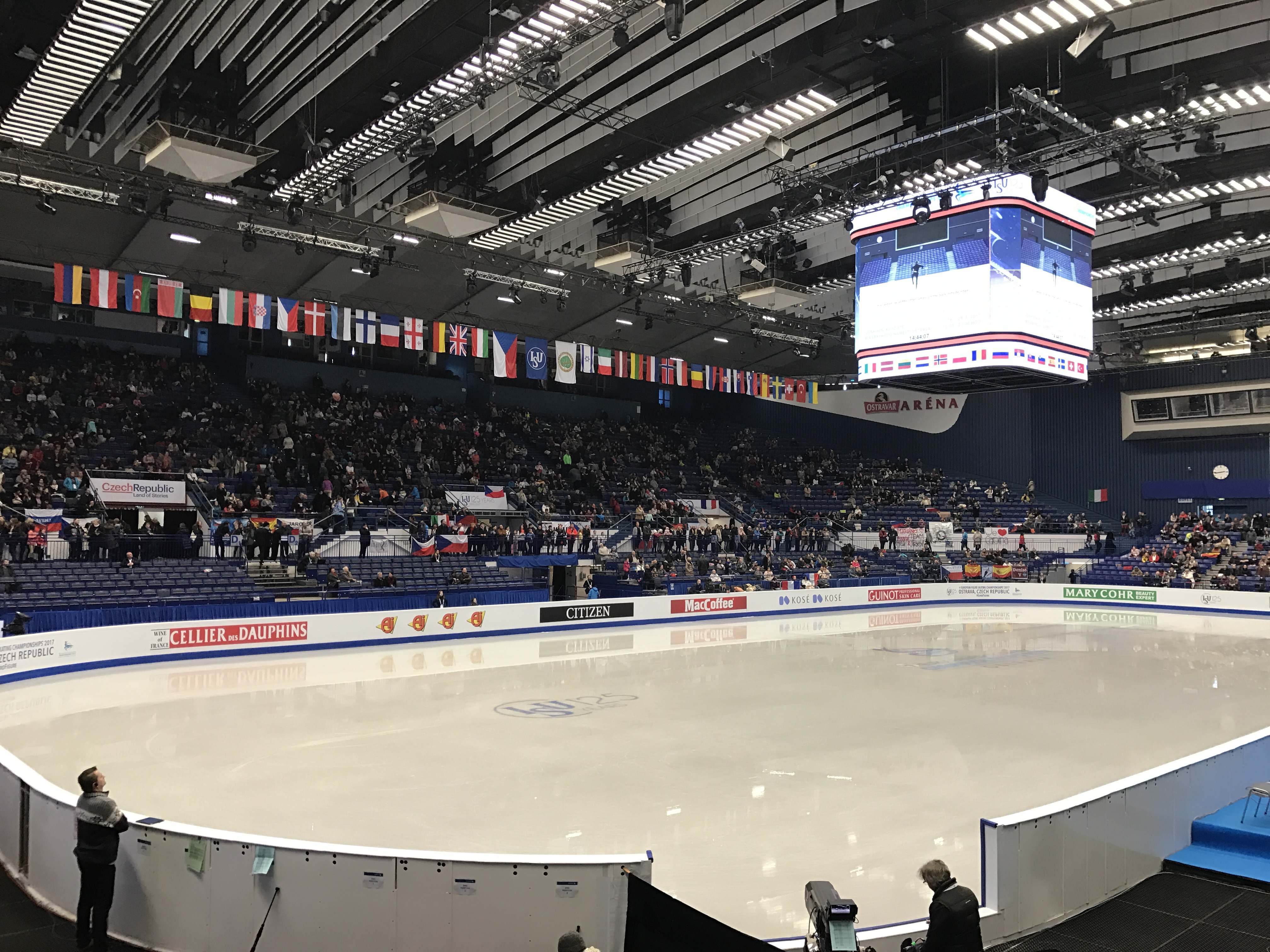
Ostravar Aréna tijdens de Europese kampioenschappen van 2017

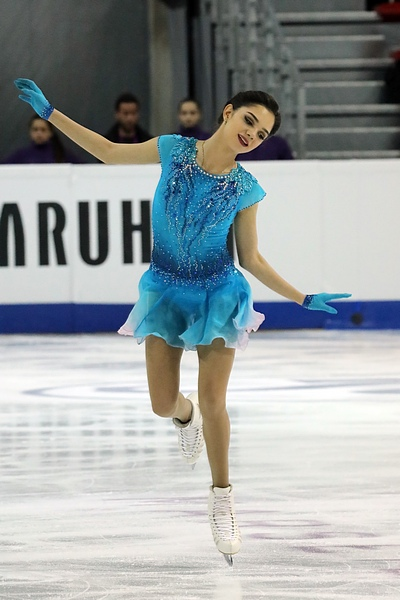
Jevgenia Medvedeva, foto uit december 2016, prolongeerde met overmacht haar Europese titel bij de vrouwen

De Europese kampioenschappen kunstschaatsen 2017 waren vier wedstrijden die samen een jaarlijks terugkerend evenement vormden, georganiseerd door de Internationale Schaatsunie (ISU).
Voor de mannen was het de 109e editie, voor de vrouwen en paren de 81e en voor de ijsdansers de 64e editie. De kampioenschappen vonden plaats van 25 tot en met 29 januari in de Ostravar Aréna in Ostrava, Tsjechië. Het was, na de EK 1999, de tweede keer dat de kampioenschappen in Tsjechië werden gehouden. Het was de achtste keer dat de Europese kampioenschappen op Tsjechisch grondgebied plaatsvonden. In 1928, 1934, 1937, 1938, 1948 en 1988 waren de wedstrijden in toen nog Tsjechoslowakije; in 1958 en 1966 waren de wedstrijden ook in Tsjechoslowakije, maar aan de kant van Slowakije.
|           | woensdag 25 januari | donderdag 26 januari | vrijdag 27 januari | zaterdag 28 januari | zondag 29 januari |
| Paren     | korte kür           | vrije kür            |                    |                     | Gala              |
| IJsdansen |                     | korte kür            |                    | vrije kür           | Gala              |
| Mannen    |                     |                      | korte kür          | vrije kür           | Gala              |
| Vrouwen   | korte kür           |                      | vrije kür          |                     | Gala              |

## Deelnemende landen
Alle Europese ISU-leden hadden het recht om een startplaats per categorie in te vullen. Extra startplaatsen (met een maximum van drie per categorie) zijn verdiend op basis van de eindklasseringen op het EK van 2016.
Voor België nam Jorik Hendrickx voor de zesde keer deel bij de mannen, zijn jongere zus Loena Hendrickx debuteerde bij de vrouwen. Voor Nederland nam Thomas Kennes voor de tweede keer deel bij de mannen. De Nederlandse Niki Wories was ook geselecteerd voor de EK, maar moest vanwege de naweeën van een val voortijdig afhaken. De in België geboren Ruben Blommaert en zijn partner Mari Vartmann (uitkomende voor Duitsland bij de paren) beëindigden kort voor de EK de samenwerking.
Deelnemende landen
Er namen deelnemers uit 33 landen deel aan de kampioenschappen. Er werden 118 startplaatsen ingevuld.
(Tussen haakjes het totaal aantal startplaatsen in de vier toernooien.)
| Rusland (12) Italië (10) Frankrijk (8) Israël (7) Duitsland (6) Tsjechië (5) Verenigd Koninkrijk (5) Finland (4) Spanje (4) | Zwitserland (4) Armenië (3) Estland (3) Hongarije (3) Letland (3) Litouwen (3) Oekraïne (3) Oostenrijk (3) Polen (3) | Slowakije (3) Turkije (3) Wit-Rusland (3) Zweden (3) Azerbeidzjan (2) België (2) Bulgarije (2) Georgië (2) Kroatië (2) | Noorwegen (2) Denemarken (1) Nederland (1) Roemenië (1) Servië (1) Slovenië (1) |

(België vulde de extra startplaats bij de mannen niet in, Letland vulde de extra startplaats bij de vrouwen niet in, Duitsland, Oostenrijk en Wit-Rusland vulden de extra startplaatsen bij de paren niet in, Denemarken en Slowakije vulden de extra startplaatsen bij het ijsdansen niet in.)

## Medailleverdeling
De Spanjaard Javier Fernández won bij de mannen voor de vijfde keer op rij de Europese titel. De Rus Maksim Kovtoen veroverde de zilveren medaille. In 2015 won hij ook al zilver, gevolgd door brons in 2016. De bronzen medaille was nu voor zijn landgenoot Michail Koljada, voor wie het de eerste EK-medaille was.
Twee van de drie vrouwelijke medaillewinnaars stonden in 2016 ook al op het podium. Met overmacht prolongeerde Jevgenia Medvedeva uit Rusland haar Europese titel. Ze verbrak er tevens de wereldrecords voor de vrije kür en de totaalscore. Het zilver was voor de Russische Anna Pogorilaja, die in 2015 en 2016 brons won. De Italiaanse Carolina Kostner keerde eind 2016 na een schorsing terug op het internationale podium. Ze veroverde meteen de bronzen medaille en werd met tien medailles de meest gelauwerde kunstschaatsster op de Europese kampioenschappen. Kostner werd tussen 2007 en 2013 vijf keer Europees kampioene en won in 2006 en 2014 brons en in 2009 en 2011 zilver.
De bronzenmedaillewinnaars bij de paren van 2016, de Russische Jevgenia Tarasova / Vladimir Morozov, veroverden dit keer de gouden medaille. Zowel in 2015 als in 2016 wonnen ze brons. Het zilver was net als het jaar ervoor voor het Duitse paar Aliona Savchenko / Bruno Massot. Met Savchenko's vorige partner Robin Szolkowy won ze al zeven keer eerder een EK-medaille. In 2007, 2008, 2009 en 2011 behaalden ze het goud; in 2006, 2010 en 2013 werden ze tweede. De winnaars van het brons, Vanessa James / Morgan Ciprès, waren de eerste Franse paarrijders in veertien jaar tijd die een EK-medaille wonnen. In 2003 veroverden Sarah Abitbol / Stéphane Bernadis de zilveren medaille.
Het podium bij het ijsdansen was gelijk aan dat van 2016. Het Franse paar Gabriella Papadakis / Guillaume Cizeron won voor het tweede jaar op rij goud. De zilveren medaille was net als de twee jaren ervoor voor Anna Cappellini / Luca Lanotte, voor wie het de vijfde EK-medaille was na brons in 2013, goud in 2014 en zilver in 2015 en 2016. En het brons was weer voor het Russische paar Jekaterina Bobrova / Dmitri Solovjov. Voor hen was het ook de vijfde EK-medaille. In 2013 wonnen Bobrova en Solovjov goud, in 2011 en 2012 de zilveren medaille en in 2016 eindigden ze op de derde plaats.
| Categorie | Goud                                    | Zilver                          | Brons                                |
| --------- | --------------------------------------- | ------------------------------- | ------------------------------------ |
| Mannen    | Javier Fernández                        | Maksim Kovtoen                  | Michail Koljada                      |
| Vrouwen   | Jevgenia Medvedeva                      | Anna Pogorilaja                 | Carolina Kostner                     |
| Paren     | Jevgenia Tarasova / Vladimir Morozov    | Aliona Savchenko / Bruno Massot | Vanessa James / Morgan Ciprès        |
| IJsdansen | Gabriella Papadakis / Guillaume Cizeron | Anna Cappellini / Luca Lanotte  | Jekaterina Bobrova / Dmitri Solovjov |

## Uitslagen
| #                   | naam (deelname)         | land                         | punten | korte kür   | vrije kür   |
| ------------------- | ----------------------- | ---------------------------- | ------ | ----------- | ----------- |
| Goud                | Javier Fernández (11)   | Vlag van Spanje              | 294.84 | 104.25 (1)  | 190.59 (1)  |
| Zilver              | Maksim Kovtoen (5)      | Vlag van Rusland             | 266.80 | 094.53 (2)  | 172.27 (2)  |
| Brons               | Michail Koljada (2)     | Vlag van Rusland             | 250.18 | 083.96 (4)  | 166.22 (3)  |
| 4                   | Jorik Hendrickx (6)     | Vlag van België              | 242.56 | 082.50 (5)  | 160.06 (5)  |
| 5                   | Oleksij Bytsjenko (6)   | Vlag van Israël              | 239.24 | 086.68 (3)  | 152.56 (9)  |
| 6                   | Moris Kvitelasjvili     | Vlag van Georgië             | 238.20 | 076.85 (10) | 161.35 (4)  |
| 7                   | Deniss Vasiļjevs (2)    | Vlag van Letland             | 235.20 | 079.87 (6)  | 155.33 (6)  |
| 8                   | Aleksandr Samarin       | Vlag van Rusland             | 230.87 | 077.26 (9)  | 153.61 (7)  |
| 9                   | Chafik Besseghier (5)   | Vlag van Frankrijk           | 227.59 | 076.19 (11) | 151.40 (10) |
| 10                  | Paul Fentz (3)          | Vlag van Duitsland           | 225.85 | 072.68 (12) | 153.17 (8)  |
| 11                  | Alexander Majorov (7)   | Vlag van Zweden              | 217.98 | 078.87 (7)  | 139.11 (12) |
| 12                  | Michal Březina (10)     | Vlag van Tsjechië            | 215.52 | 078.61 (8)  | 136.91 (13) |
| 13                  | Ivan Righini (3)        | Vlag van Italië              | 210.15 | 069.96 (14) | 140.19 (11) |
| 14                  | Ivan Pavlov (2)         | Vlag van Oekraïne            | 202.87 | 068.94 (15) | 133.93 (14) |
| 15                  | Kévin Aymoz             | Vlag van Frankrijk           | 199.47 | 071.26 (13) | 128.21 (18) |
| 16                  | Graham Newberry         | Vlag van Verenigd Koninkrijk | 198.06 | 067.79 (16) | 130.27 (16) |
| 17                  | Stéphane Walker (6)     | Vlag van Zwitserland         | 196.74 | 062.86 (19) | 133.88 (15) |
| 18                  | Javier Raya (5)         | Vlag van Spanje              | 195.54 | 066.67 (17) | 128.87 (17) |
| 19                  | Maurizio Zandron        | Vlag van Italië              | 186.40 | 063.79 (18) | 122.61 (19) |
| 20                  | Jiří Bělohradský (2)    | Vlag van Tsjechië            | 181.62 | 060.99 (20) | 120.63 (21) |
| 21                  | Slavik Hajrapetjan (4)  | Vlag van Armenië             | 180.78 | 060.69 (21) | 120.09 (22) |
| 22                  | Daniel Albert Naurits   | Vlag van Estland             | 176.10 | 055.14 (24) | 120.96 (20) |
| 23                  | Valtter Virtanen (6)    | Vlag van Finland             | 164.09 | 056.52 (22) | 107.57 (24) |
| 24                  | Sondre Oddvoll Bøe (4)  | Vlag van Noorwegen           | 162.85 | 055.24 (23) | 107.61 (23) |
| Finale niet bereikt |                         |                              |        |             |             |
| 25                  | Ihor Reznitsjenko       | Vlag van Polen               |        | 054.81 (25) |             |
| 26                  | Nicholas Vrdoljak (2)   | Vlag van Kroatië             |        | 053.45 (26) |             |
| 27                  | Alexander Borovoj       | Vlag van Hongarije           |        | 053.02 (27) |             |
| 28                  | Thomas Kennes (2)       | Vlag van Nederland           |        | 052.95 (28) |             |
| 29                  | Anton Karpuk            | Vlag van Wit-Rusland         |        | 052.26 (29) |             |
| 30                  | Mark Gorodnitsky        | Vlag van Israël              |        | 051.72 (30) |             |
| 31                  | Larry Loupolover (3)    | Vlag van Azerbeidzjan        |        | 051.30 (31) |             |
| 32                  | Engin Ali Artan (3)     | Vlag van Turkije             |        | 050.38 (32) |             |
| 33                  | Daniel Samohin (3)      | Vlag van Israël              |        | 050.33 (33) |             |
| 34                  | Michael Neuman (2)      | Vlag van Slowakije           |        | 047.67 (34) |             |
| 35                  | Nicky Obreykov          | Vlag van Bulgarije           |        | 044.83 (35) |             |
| 36                  | Mario-Rafael Ionian (2) | Vlag van Oostenrijk          |        | 042.62 (36) |             |

| #                   | naam (deelname)           | land                         | punten | korte kür  | vrije kür   |
| ------------------- | ------------------------- | ---------------------------- | ------ | ---------- | ----------- |
| Goud                | Jevgenia Medvedeva (2)    | Vlag van Rusland             | 229.71 | 78.92 (1)  | 150.79 (1)  |
| Zilver              | Anna Pogorilaja (3)       | Vlag van Rusland             | 211.39 | 74.39 (2)  | 137.00 (3)  |
| Brons               | Carolina Kostner (13)     | Vlag van Italië              | 210.52 | 72.40 (3)  | 138.12 (2)  |
| 4                   | Maria Sotskova            | Vlag van Rusland             | 192.52 | 72.17 (4)  | 120.35 (5)  |
| 5                   | Laurine Lecavelier (4)    | Vlag van Frankrijk           | 188.10 | 63.81 (5)  | 124.29 (4)  |
| 6                   | Nicole Rajičová (4)       | Vlag van Slowakije           | 179.70 | 60.98 (7)  | 118.72 (6)  |
| 7                   | Loena Hendrickx           | Vlag van België              | 172.71 | 55.41 (11) | 117.30 (7)  |
| 8                   | Ivett Tóth (3)            | Vlag van Hongarije           | 172.65 | 61.49 (6)  | 111.16 (8)  |
| 9                   | Roberta Rodeghiero (5)    | Vlag van Italië              | 161.00 | 57.77 (8)  | 103.23 (12) |
| 10                  | Nicole Schott (2)         | Vlag van Duitsland           | 160.63 | 56.88 (9)  | 103.75 (10) |
| 11                  | Emmi Peltonen             | Vlag van Finland             | 160.57 | 53.52 (14) | 107.05 (9)  |
| 12                  | Anastasia Galustyan (3)   | Vlag van Armenië             | 155.14 | 56.40 (10) | 098.74 (14) |
| 13                  | Matilda Algotsson (2)     | Vlag van Zweden              | 154.63 | 51.35 (18) | 103.28 (11) |
| 14                  | Joshi Helgesson (6)       | Vlag van Zweden              | 152.86 | 53.93 (13) | 098.93 (13) |
| 15                  | Helery Hälvin (3)         | Vlag van Estland             | 146.68 | 51.72 (16) | 094.96 (15) |
| 16                  | Maé-Bérénice Méité (7)    | Vlag van Frankrijk           | 145.07 | 54.96 (12) | 090.11 (19) |
| 17                  | Nathalie Weinzierl (8)    | Vlag van Duitsland           | 143.40 | 48.70 (22) | 094.70 (17) |
| 18                  | Natasha McKay             | Vlag van Verenigd Koninkrijk | 140.85 | 45.97 (24) | 094.88 (16) |
| 19                  | Angelīna Kučvaļska (3)    | Vlag van Letland             | 139.63 | 49.05 (20) | 090.58 (18) |
| 20                  | Michaela Lucie Hanzlíková | Vlag van Tsjechië            | 138.23 | 52.39 (15) | 085.84 (21) |
| 21                  | Anna Chnytsjenkova (2)    | Vlag van Oekraïne            | 136.57 | 48.93 (21) | 087.64 (20) |
| 22                  | Kerstin Frank (7)         | Vlag van Oostenrijk          | 132.08 | 51.47 (17) | 080.61 (24) |
| 23                  | Viveca Lindfors (2)       | Vlag van Finland             | 130.10 | 49.48 (19) | 080.62 (22) |
| 24                  | Anne Line Gjersem (5)     | Vlag van Noorwegen           | 128.68 | 48.06 (23) | 080.62 (23) |
| Finale niet bereikt |                           |                              |        |            |             |
| 25                  | Julia Sauter (3)          | Vlag van Roemenië            |        | 45.59 (25) |             |
| 26                  | Daša Grm (5)              | Vlag van Slovenië            |        | 43.48 (26) |             |
| 27                  | Yasmine Kimiko Yamada     | Vlag van Zwitserland         |        | 42.33 (27) |             |
| 28                  | Elžbieta Kropa            | Vlag van Litouwen            |        | 41.52 (28) |             |
| 29                  | Antonina Dubinina         | Vlag van Servië              |        | 41.05 (29) |             |
| 30                  | Colette Coco Kaminski     | Vlag van Polen               |        | 39.83 (30) |             |
| 31                  | Aimee Buchanan (2)        | Vlag van Israël              |        | 38.49 (31) |             |
| 32                  | Birce Atabey (6)          | Vlag van Turkije             |        | 35.59 (32) |             |
| 33                  | Valentina Matos           | Vlag van Spanje              |        | 34.79 (33) |             |
| 34                  | Hristina Vassileva (4)    | Vlag van Bulgarije           |        | 24.55 (34) |             |

| #                   | naam (deelname)                               | land                         | punten | korte kür  | vrije kür   |
| ------------------- | --------------------------------------------- | ---------------------------- | ------ | ---------- | ----------- |
| Goud                | Jevgenia Tarasova (3) Vladimir Morozov (3)    | Vlag van Rusland             | 227.58 | 80.82 (1)  | 146.76 (2)  |
| Zilver              | Aliona Savchenko (14) Bruno Massot (5)        | Vlag van Duitsland           | 222.35 | 73.76 (3)  | 148.59 (1)  |
| Brons               | Vanessa James (8) Morgan Ciprès (6)           | Vlag van Frankrijk           | 220.02 | 74.18 (2)  | 145.84 (3)  |
| 4                   | Ksenia Stolbova (5) Fjodor Klimov (5)         | Vlag van Rusland             | 216.51 | 73.70 (4)  | 142.81 (4)  |
| 5                   | Natalja Zabijako (3) Aleksandr Enbert (2)     | Vlag van Rusland             | 200.75 | 72.38 (5)  | 128.37 (5)  |
| 6                   | Valentina Marchei (13) Ondřej Hotárek (9)     | Vlag van Italië              | 191.93 | 66.53 (6)  | 125.40 (6)  |
| 7                   | Anna Dušková Martin Bidař                     | Vlag van Tsjechië            | 189.09 | 65.90 (7)  | 123.19 (7)  |
| 8                   | Nicole Della Monica (7) Matteo Guarise (5)    | Vlag van Italië              | 180.99 | 63.97 (8)  | 117.02 (8)  |
| 9                   | Miriam Ziegler (5) Severin Kiefer (7)         | Vlag van Oostenrijk          | 165.63 | 57.14 (9)  | 108.49 (9)  |
| 10                  | Tatiana Danilova (2) Mikalai Kamiantsjoek (5) | Vlag van Wit-Rusland         | 151.55 | 53.27 (10) | 098.28 (10) |
| 11                  | Rebecca Ghilardi Filippo Ambrosini (3)        | Vlag van Italië              | 148.48 | 50.71 (14) | 097.77 (11) |
| 12                  | Minerva Fabienne Hase (2) Nolan Seegert (2)   | Vlag van Duitsland           | 147.40 | 51.27 (13) | 096.13 (12) |
| 13                  | Lola Esbrat Andrej Novoselov                  | Vlag van Frankrijk           | 145.72 | 52.51 (11) | 093.21 (13) |
| 14                  | Zoe Jones (2) Christopher Boyadji (3)         | Vlag van Verenigd Koninkrijk | 143.42 | 52.32 (12) | 091.10 (14) |
| 15                  | Lana Petranović Antonio Souza-Kordeiru        | Vlag van Kroatië             | 140.09 | 49.25 (15) | 090.84 (15) |
| 16                  | Arina Tsjernjavskaja Evgeni Krasnopolski (6)  | Vlag van Israël              | 133.32 | 47.92 (16) | 085.40 (16) |
| Finale niet bereikt |                                               |                              |        |            |             |
| 17                  | Ioulia Chtchetinina Noah Scherer              | Vlag van Zwitserland         |        | 47.52 (17) |             |
| 18                  | Goda Butkutė (2) Nikita Ermolaev (2)          | Vlag van Litouwen            |        | 44.79 (18) |             |

| #                   | naam (deelname)                                    | land                         | punten | korte kür  | vrije kür   |
| ------------------- | -------------------------------------------------- | ---------------------------- | ------ | ---------- | ----------- |
| Goud                | Gabriella Papadakis (4) Guillaume Cizeron (4)      | Vlag van Frankrijk           | 189.67 | 75.48 (3)  | 114.19 (1)  |
| Zilver              | Anna Cappellini (10) Luca Lanotte (10)             | Vlag van Italië              | 186.64 | 75.65 (2)  | 110.99 (2)  |
| Brons               | Jekaterina Bobrova (6) Dmitri Solovjov (6)         | Vlag van Rusland             | 186.56 | 76.18 (1)  | 110.38 (3)  |
| 4                   | Isabella Tobias (5) Ilia Tkatsjenko (6)            | Vlag van Israël              | 169.29 | 69.35 (5)  | 099.94 (4)  |
| 5                   | Aleksandra Stepanova (3) Ivan Boekin (3)           | Vlag van Rusland             | 166.93 | 68.17 (6)  | 098.76 (5)  |
| 6                   | Charlène Guignard (6) Marco Fabbri (6)             | Vlag van Italië              | 163.68 | 70.46 (4)  | 093.22 (7)  |
| 7                   | Laurence Fournier Beaudry (4) Nikolaj Sørensen (5) | Vlag van Denemarken          | 160.68 | 66.02 (7)  | 094.66 (6)  |
| 8                   | Natalia Kaliszek (3) Maksym Spodyriev (3)          | Vlag van Polen               | 156.02 | 63.35 (10) | 092.67 (8)  |
| 9                   | Oleksandra Nazarova (2) Maksym Nikitin (2)         | Vlag van Oekraïne            | 154.65 | 63.36 (9)  | 091.29 (10) |
| 10                  | Viktoria Sinitsina (3) Nikita Katsalapov (6)       | Vlag van Rusland             | 154.51 | 64.67 (8)  | 089.84 (12) |
| 11                  | Alisa Agafonova (6) Alper Uçar (10)                | Vlag van Turkije             | 153.68 | 62.33 (11) | 091.35 (9)  |
| 12                  | Marie-Jade Lauriault Romain Le Gac                 | Vlag van Frankrijk           | 152.40 | 61.48 (12) | 090.92 (11) |
| 13                  | Sara Hurtado (6) Kirill Chaljavin (2)              | Vlag van Spanje              | 141.36 | 56.52 (13) | 084.84 (15) |
| 14                  | Kavita Lorenz (2) Panagiotis Polizoakis (2)        | Vlag van Duitsland           | 141.32 | 54.63 (15) | 086.69 (13) |
| 15                  | Lilah Fear Lewis Gibson                            | Vlag van Verenigd Koninkrijk | 136.99 | 50.75 (19) | 086.24 (14) |
| 16                  | Lucie Myslivečková (5) Lukáš Csölley (7)           | Vlag van Slowakije           | 136.64 | 52.84 (17) | 083.80 (16) |
| 17                  | Cecilia Törn (3) Jussiville Partanen (2)           | Vlag van Finland             | 131.11 | 54.99 (14) | 076.12 (18) |
| 18                  | Taylor Tran (3) Saulius Ambrulevičius (7)          | Vlag van Litouwen            | 129.95 | 49.87 (20) | 080.08 (17) |
| 19                  | Tina Garabedian (2) Simon Proulx-Sénécal (2)       | Vlag van Armenië             | 128.05 | 53.00 (16) | 075.05 (19) |
| 20                  | Viktoria Kavaliova (4) Yurii Bieliaiev (4)         | Vlag van Wit-Rusland         | 125.42 | 52.39 (18) | 073.03 (20) |
| Finale niet bereikt |                                                    |                              |        |            |             |
| 21                  | Robynne Tweedale Joseph Buckland (2)               | Vlag van Verenigd Koninkrijk |        | 49.55 (21) |             |
| 22                  | Jasmine Tessari Francesco Fioretti                 | Vlag van Italië              |        | 49.44 (22) |             |
| 23                  | Olga Jakušina (3) Andrej Nevski (3)                | Vlag van Letland             |        | 49.14 (23) |             |
| 24                  | Varvara Ogloblina Mikhail Zhirnov                  | Vlag van Azerbeidzjan        |        | 48.45 (24) |             |
| 25                  | Victoria Manni Carlo Röthlisberger                 | Vlag van Zwitserland         |        | 47.19 (25) |             |
| 26                  | Nicole Kuzmichová Alexandr Sinicyn                 | Vlag van Tsjechië            |        | 47.16 (26) |             |
| 27                  | Tatiana Kozmava (2) Oleksiy Shumsky                | Vlag van Georgië             |        | 43.80 (27) |             |
| 28                  | Hanna Jakucs Dániel Illés                          | Vlag van Hongarije           |        | 43.50 (28) |             |
| 29                  | Katerina Bunina German Frolov                      | Vlag van Estland             |        | 39.47 (29) |             |
| 30                  | Adel Tankova (2) Ronald Zilberberg                 | Vlag van Israël              |        | 38.49 (30) |             |

Medaillewinnaars

Mannen · 
Vrouwen ·
Paren · 
IJsdansen

Toernooi

1891 · 
1892 · 
1893 · 
1894 · 
1895 · 
1896-1897 · 
1898 · 
1899 · 
1900 · 
1901 · 
1902-1903 · 
1904 · 
1905 · 
1906 · 
1907 · 
1908 · 
1909 · 
1910 · 
1911 · 
1912 · 
1913 · 
1914 · 
1915-1921 · 
1922 · 
1923 · 
1924 · 
1925 · 
1926 · 
1927 · 
1928 · 
1929 · 
1930 · 
1931 · 
1932 · 
1933 · 
1934 · 
1935 · 
1936 · 
1937 · 
1938 · 
1939 ·
1940-1946 · 
1947 · 
1948 · 
1949 · 
1950 · 
1951 · 
1952 · 
1953 · 
1954 · 
1955 · 
1956 · 
1957 · 
1958 · 
1959 · 
1960 · 
1961 · 
1962 · 
1963 · 
1964 · 
1965 · 
1966 · 
1967 · 
1968 · 
1969 · 
1970 · 
1971 · 
1972 · 
1973 · 
1974 · 
1975 · 
1976 · 
1977 · 
1978 · 
1979 · 
1980 · 
1981 · 
1982 · 
1983 · 
1984 · 
1985 · 
1986 · 
1987 · 
1988 · 
1989 · 
1990 · 
1991 · 
1992 · 
1993 · 
1994 · 
1995 ·
1996 · 
1997 · 
1998 · 
1999 · 
2000 · 
2001 · 
2002 · 
2003 · 
2004 · 
2005 · 
2006 ·
2007 ·
2008 ·
2009 ·
2010 ·
2011 ·
2012 ·
2013 ·
2014 ·
2015 ·
2016 ·
2017 ·
2018 ·
2019 ·
2020 ·
2021 · 
2022 · 
2023 · 
2024 · 
2025

WK kunstschaatsen ·
WK kunstschaatsen junioren ·
Viercontinentenkampioenschap ·
Olympische Spelen